# Кинезиологија
Кинезиологија припада групи друштвених наука и дефинише се као наука о кретању, чији основни циљ је да покретом тј. кретањем побољша и унапреди људско здравље и живот. Етимолошки, кинезиологија је реч грчког порекла, настала од речи кинезис (грч. кinhxiz – кретање, гибање, покрет) и речи логос  (грч. logoz – наука, доказ, тврдња). Наука о кретању има велики број назива, почевши од кинезиологије, антропомоторике, кинатропологије до моторике или психомоторике. Разноликост имена доказује велики интерес за развој ове научне дисциплине, посебно у 20. веку и колико је стручњака из различитих подручја заинтересовано за њу. Овај интерес је потпуно оправдан с обзиром да је наука о кретању од општег значаја тј. тиче се сваког људског бића независно од пола, старости, расе, занимања или других карактеристика.  Кинезиологија налази примену у многим подручјима људске свакодневне активности као што су спорт, физичко васпитање, физикална терапија, рекреација, менаџмент у спорту и др. 

## Предмет истраживања кинезиологије
Предмет истраживања кинезиологије је утврђивање циљева неког процеса вежбања, утврђивање стања субјекта у релацији са циљевима и утврђивање законитости и поступака планирања, програмирања и контроле процеса вежбања. Од актуелног стања субјекта зависи који ће интензитет или величина подражаја бити најпримеренији у датом тренутку.  Планирање  означава унапред утврђен скуп мера којима се предвиђа остваривање одређених задатака и време у којем их треба извршити. Програмирање трансформацијских процеса  у кинезиологији подразумева скуп операција избора садржаја, волумена и модалитета активности неког субјекта или групе субјеката који омогућавају да тај субјект или нека група субјеката на контролисани начин из неког почетног стања буде преведена у неко задано финално стање, дефинисано скупом антрополошких и критеријумских варијабли.

### Подела кинезиологије
- Систематска кинезиологија
- Кинезиологија спорта
- Кинезиолошка едукација
- Кинезиолошка рекреација
- Кинезитерапија и прилагођена телесна активност
- Кинезиолошка антропологија

## Историја кинезиологије
- Старогрчки филозоф и природословац Аристотел  (384-322.п.н.е.) први је анализирао и описао принципе ходања као ротаторно кретање које се претвара у транслаторно и које мишићну акцију подвргава геометријским анализама.
- Архимед (287-211.п.н.е.) је поставио хидростатске принципе који управљају телом које плива, проучавао законитости полуге и проблеме одређивања тежишта.
- Гален  (129-200.п.н.е.) медицински научник римског доба, биолошким приступом кинезиолошким проблемима проучава одвојено дух и тело.
- Леонардо да Винчи[2] (1452-1519.) описао је механику тела у стајању, ходању уз и низ брдо, у стајању из седећег положаја, у скакању, те проучавао односе између тежишта, равнотеже и центра отпора.

- Галилео Галилеи (1564-1643.) уводи експеримент као основну методу научног рада, на чијим се поставкама заснива кинезиолошка наука.

- Исак Њутн  (1642-1727.) је формулисао три закона о мировању и кретању, а који изражавају односе између сила, њихову интеракцију и ефекте, што је било веома значајно за даљи развој биомеханике.